# Ostana
Ostana là một đô thị tại tỉnh Cuneo trong vùng Piedmont của Italia, vị trí cách khoảng 60 km về phía tây nam của Torino và khoảng 45 km về phía tây bắc của Cuneo. Tại thời điểm ngày 31 tháng 12 năm 2004, đô thị này có dân số 68 người và diện tích 16,8 km².
Ostana giáp các đô thị: Bagnolo Piemonte, Barge, Crissolo, Oncino và Paesana.